# جو جيبس
جو جيبس (بالإنجليزية: Joe Gibbs)‏ هو لاعب كرة قدم أمريكية أمريكي، ولد في 25 نوفمبر 1940 في موكسفيل في الولايات المتحدة.

## وصلات خارجية
- الموقع الرسمي
- جو جيبس على موقع مرجع كرة القدم المحترفة.كوم (الإنجليزية)
- جو جيبس على موقع الموسوعة البريطانية (الإنجليزية)
- جو جيبس على موقع إن إن دي بي (الإنجليزية)